# Rollhockey-Weltmeisterschaft 1939
Die Rollhockey-Weltmeisterschaft 1939 war die zweite Rollhockey-Weltmeisterschaft. Sie fand vom 6. April bis zum 10. April 1939 in Montreux statt. Organisiert wurde das Turnier von der Fédération Internationale de Patinage a Roulettes und war, da alle Teilnehmer aus Europa kamen, auch die Rollhockey-Europameisterschaft.
Die sieben teilnehmenden Mannschaften spielten im Liga-System gegeneinander.
Es wurden 21 Spiele gespielt, in denen 101 Tore erzielt wurden. Sieger des  Turniers wurde England. Es war Englands zweiter Titel in Folge.

## Teilnehmer
Am Turnier nahmen folgende sieben Mannschaften teil:
| 7 aus Europa | Belgien | Frankreich | Deutschland | Schweiz (Gastgeber) | Portugal | Italien | England (Titelverteidiger) |

## Ergebnisse
| Mannschaften       | Schweiz | Deutsches Reich | Frankreich | Belgien | Portugal | Königreich Italien | England |
| ------------------ | ------- | --------------- | ---------- | ------- | -------- | ------------------ | ------- |
| Schweiz            | -       |                 |            |         |          |                    |         |
| Deutsches Reich    | (4:1)   | -               |            |         |          |                    |         |
| Frankreich         | (5:4)   | (1:7)           | -          |         |          |                    |         |
| Belgien            | (4:4)   | (2:0)           | (0:2)      | -       |          |                    |         |
| Portugal           | (0:0)   | (2:1)           | (1:1)      | (2:1)   | -        |                    |         |
| Königreich Italien | (8:1)   | (6:1)           | (6:1)      | (1:2)   | (5:1)    | -                  |         |
| England            | (5:2)   | (2:0)           | (4:1)      | (4:1)   | (3:0)    | (4:1)              | -       |

## Tabelle
| Pl. | Team               | Sp | S | U | N | Tore  | Diff | Punkte |
| --- | ------------------ | -- | - | - | - | ----- | ---- | ------ |
| 1   | England            | 6  | 6 | 0 | 0 | 22:5  | +17  | 12     |
| 2   | Königreich Italien | 6  | 4 | 0 | 2 | 27:10 | +7   | 8      |
| 3   | Portugal           | 6  | 2 | 2 | 2 | 6:11  | −5   | 6      |
| 4   | Belgien            | 6  | 2 | 1 | 3 | 10:13 | −3   | 5      |
| 5   | Frankreich         | 6  | 2 | 1 | 3 | 11:22 | −11  | 5      |
| 6   | Deutsches Reich    | 6  | 2 | 0 | 4 | 13:14 | −1   | 4      |
| 7   | Schweiz            | 6  | 0 | 2 | 4 | 12:26 | −14  | 2      |